# Trachyzelotes
Trachyzelotes là một chi nhện trong họ Gnaphosidae.